# DVW – Gesellschaft für Geodäsie, Geoinformation und Landmanagement
Der DVW e. V. – Gesellschaft für Geodäsie, Geoinformation und Landmanagement (bis 2010 Deutscher Verein für Vermessungswesen) ist ein wissenschaftlicher Verein mit der Zielsetzung der Förderung von Wissenschaft und Forschung. Hierzu will der Verein die gemeinsamen, gemeinnützigen Ziele und Belange seiner Mitglieder in den Bereichen Geodäsie, Geoinformation und Landmanagement vertreten, fördern und koordinieren sowie die fachlichen Entwicklungen und praktischen Erfahrungen vermitteln. Dem Verbändeverein gehören die 13 eigenständigen DVW-Landesvereine mit derzeit insgesamt ca. 7.000 Mitgliedern an. Der DVW ist damit der größte deutsche Berufsverband im Bereich von Geodäsie, Geoinformation und Landmanagement.

## Geschichte

### Vorgängerverein und Gründung

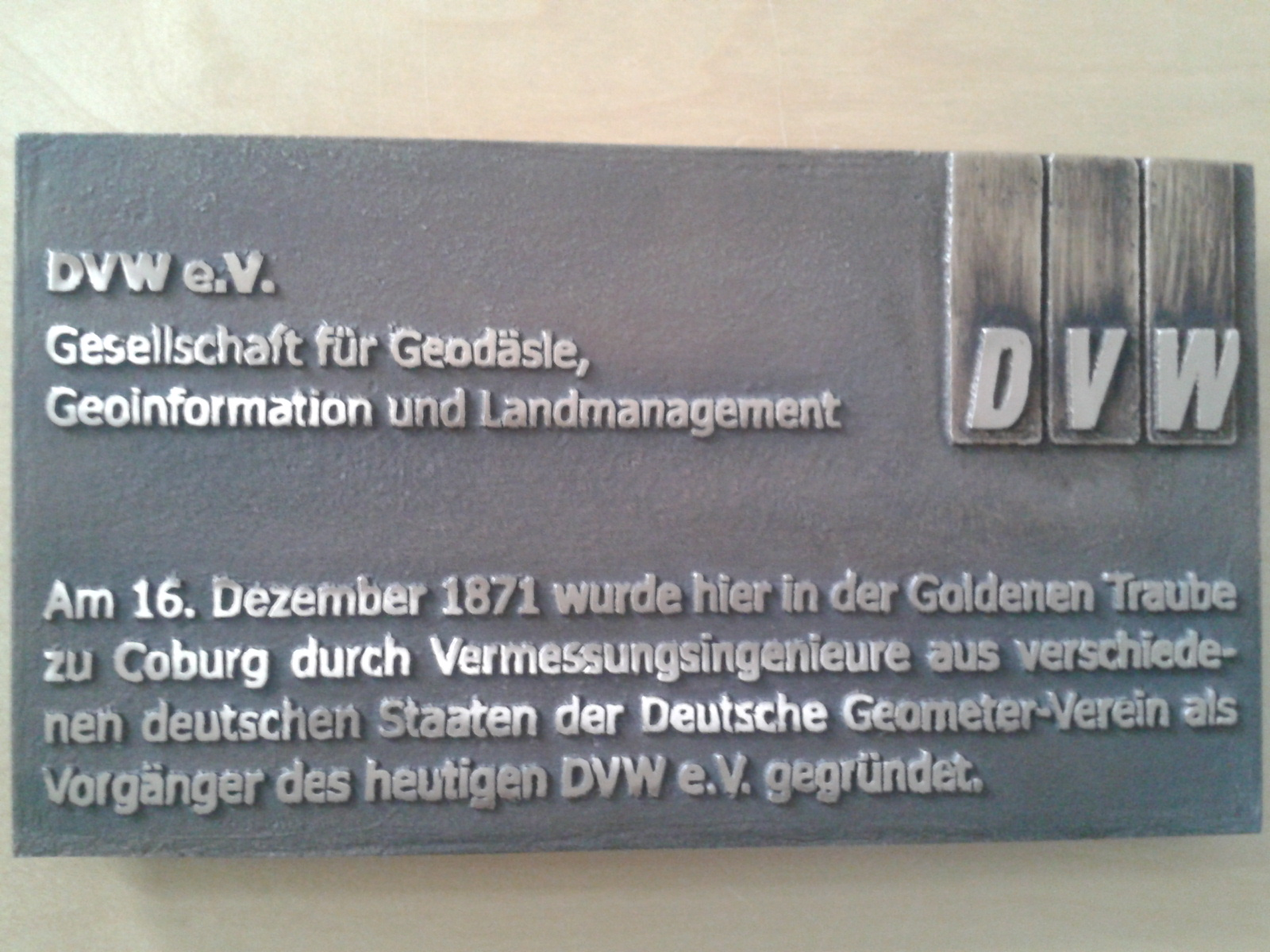
Gedenktafel zum 140. Jahrestag der Gründung des DVW im Hotel Goldene Traube, Coburg

Der DVW wurde am 16. Dezember 1871 als technisch-wissenschaftlicher Verein mit dem Namen Deutscher Geometer-Verein (D.G.V.) in Coburg gegründet. Ziel der damaligen Vereinsgründung war es, das „gesamte Vermessungswesen, namentlich durch Verbreitung wissenschaftlicher Erkenntnisse und praktischer Erfahrungen zu heben und zu fördern“. Die seit 1872 vom Verein organisierten Treffen, erstmals in Eisenach abgehalten, wurden als Deutscher Geodätentag bekannt.
Der langjährige Vorsitzende Ludwig Winckel (1838–1904), der dem Deutschen Geometerverein von 1877 bis 1902 vorstand, wandte sich entschieden gegen eine Zersplitterung der Kräfte und das Bestreben mancher Zweigvereine, eigene Fachzeitschriften in Konkurrenz zur 1873 gegründeten Zeitschrift für Vermessungswesen herauszugeben. Im Mittelpunkt der Verbandsbestrebungen stand in jener Zeit die Ausbildung im Vermessungswesen, vor allem die Forderung, das Abitur als Voraussetzung für den Eintritt in die Landmesserlaufbahn vorzusehen. Nachdem die Preußische Staatsregierung zu erkennen gab, dass sie die Grund- und Gebäudesteuer den Kommunen überlassen wollte, setzte man sich gegen eine Kommunalisierung des Katasters ein.

### Registrierung im Berliner Vereinsregister als Deutscher Verein für Vermessungswesen
Am 22./23. Juli 1919 erhielt der D.G.V. auf einer Versammlung des D.G.V. mit dem Landesverband der Preußischen Landmesservereine in Halle a. d. S. eine grundlegend neue Satzung mit dem Ziel der Vereinsregistrierung; gleichzeitig wurde der Verein umbenannt in Deutscher Verein für Vermessungswesen (D.V.V.). Dabei wurden die unterschiedlich zusammengesetzten und unterschiedliche Interessen vertretenden Zweigvereine des D.G.V. in einen Großverein und seine Landesvereine umgegliedert. Am 7. Dezember 1921 wurde beim Amtsgericht Berlin-Mitte der Antrag auf Eintragung des Vereins im Vereinsregister als Deutscher Verein für Vermessungswesen e. V. gestellt. Die Eintragung erfolgte unter der Nr. 3565 am 20. Januar 1922. Ab 1. April 1922 lautete die selbst gewählte Abkürzung des Vereinsnamens D.V.W., da man festgestellt hatte, dass es schon einen Verein mit der Abkürzung D.V.V. gab. Ab 1930 hatte der Verein Geschäftsstellenräume in der Grolmannstr. 32/33 in Berlin-Charlottenburg angemietet, die vermutlich bis 1949 genutzt wurden; als Geschäftsstellenleiter fungierte der Vermessungsrat i. R. Otto Böttcher.

### NS-Zeit
Am 18. März 1934 wurde in Berlin von der Mitgliederversammlung das NSDAP-Mitglied Martin Dohrmann (1905–1992), ein Katasterlandmesser aus Königsberg, zum Vorsitzenden gewählt. Gleichzeitig hatte die Mitgliederversammlung die Auflösung des Vereins zum 31. März 1936 beschlossen, wobei dem Vorsitzenden die Entscheidung darüber überlassen wurde, wann und wie dies erfolgt und wie das Vereinsvermögen dann verwendet wird. Ebenfalls wurde beschlossen, dass der DVW sich hinter die Führung des Reichsstandes des Vermessungswesens (RdV) stellt, „um in gemeinsamer Arbeit das Deutsche Vermessungswesen“ zu fördern. Der DVW sollte auch weiter seine Einrichtungen und seine Mittel dem RdV zur Verfügung stellen.
Die Mitgliederversammlung vom 30. November 1935 hob den Beschluss zur Auflösung des Vereins auf und ergänzte die Satzung u. a. um Arier-Regelungen. Es wurde im § 4, Abschnitte a und b, hinzugefügt, dass Bedingung für die ordentliche und die außerordentliche Mitgliedschaft die arische Abstammung ist. Diese Regelungen mussten aufgrund von Beanstandungen des Registergerichts später mit Bezug auf das Reichsbürgergesetz vom 15. September 1935 und die 1. Verordnung zum Reichsbürgergesetz vom 14. November 1935 abgeändert werden. Dies erfolgte auf der Mitgliederversammlung am 31. Juli 1937.
Dohrmann wurde als Vorsitzender am 30. November 1935 wiedergewählt; das NSDAP-Mitglied Otto Speidel wurde zu seinem Stellvertreter ernannt. Zum 1. Juli 1936 wurde der DVW Mitglied der Fachgruppe Bauwesen der Reichsgemeinschaft der technisch-wissenschaftlichen Arbeit. Ab spätestens 1937 führte der DVW in seinem Kopfbogen zum Vereinsnamen des Zusatz „im Nationalsozialistischen Bund Deutscher Technik (NSBDT)“. Die Mitgliederversammlung am 31. Juli 1937 beauftragte Dohrmann mit der Weiterführung der Geschäfte beauftragt bis „zu einem Zeitpunkt, zu dem von ihm im Einvernehmen mit dem Leiter des Hauptamtes für Technik sein Nachfolger bestimmt wird“.
Der DVW führte während der NS-Zeit, spätestens ab 1941, in seinem Vereinsrundstempel ebenfalls den Zusatz „im NSBDT“ und in der Mitte das Hakenkreuz.

### Nach dem Zweiten Weltkrieg
Am 9. Mai 1946 stellte der damalige Leiter des Stadtvermessungsamtes Berlin-Pankow, Friedrich Klempau, den Antrag, ihn nach § 29 BGB (Notvorstandsklausel) als Vorsitzenden des Vereins einzutragen, da Dohrmann und Speidel ihre Ämter aufgrund ihrer NSDAP-Angehörigkeit nicht mehr ausüben könnten. Als Stellvertreter benennt er Erich Brennecke (TU Berlin). Klempau legte dazu eine entsprechende Vollmacht des Magistrats von Berlin, Hauptamt für Vermessung, vom 23. April 1946 vor. Durch Beschluss des Registergerichts vom 11. Mai 1946 wurde Klempau zum Vorsitzenden und Brennecke zu seinem Stellvertreter bestellt. So konnten Klempau und Brennecke die Akten des DVW in seiner Geschäftsstelle sichern. Die undemokratische Satzung von 1935 blieb jedoch bestehen.

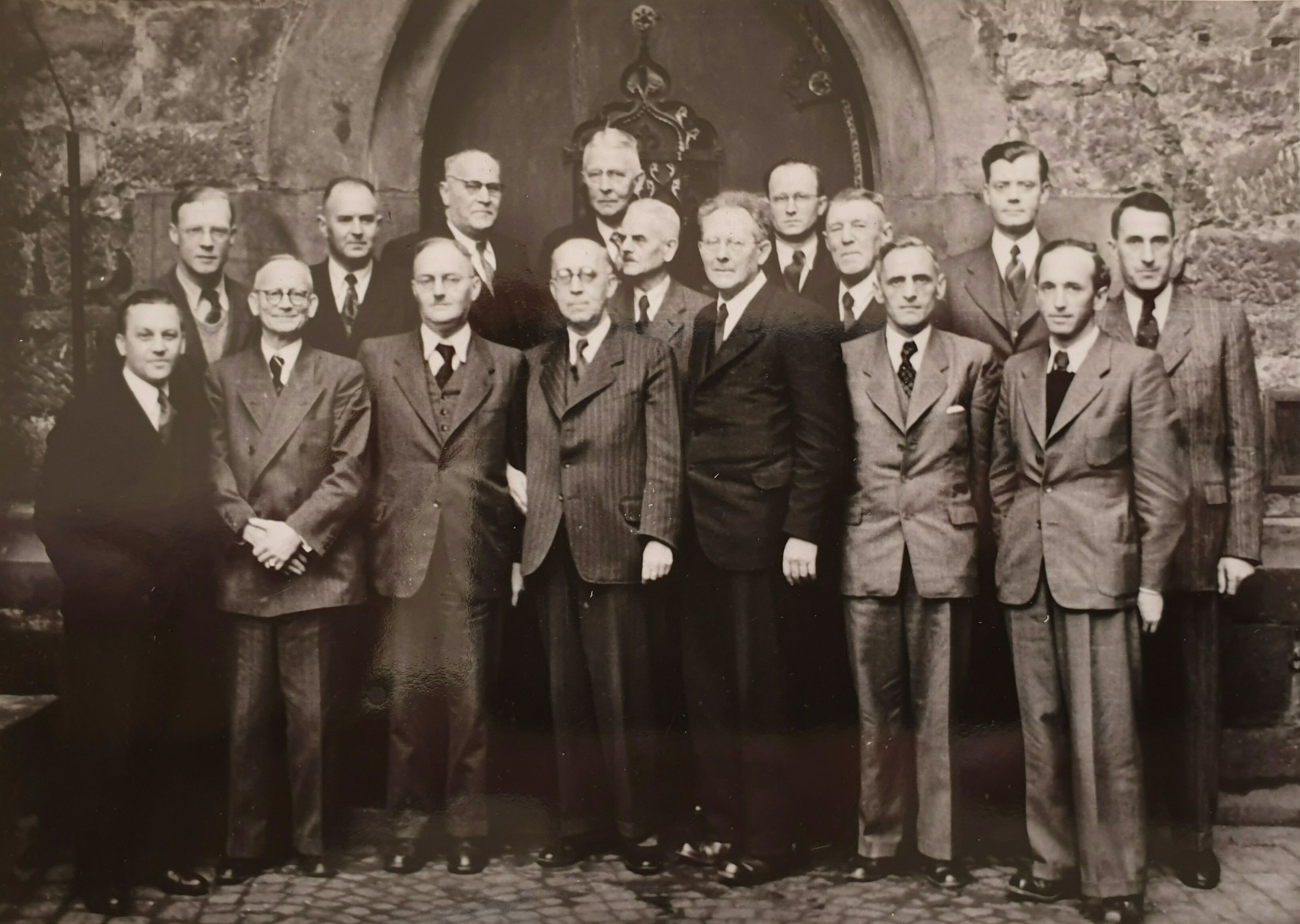
Teilnehmer am Treffen der Wiedergründung des Deutschen Vereins für Vermessungswesens in Marburg am 7. und 8. März 1950

Nach dem Ende des Zweiten Weltkrieges bildeten sich in den Jahren 1947–1949 in den Besatzungszonen, jedoch nur in jenen der westlichen Alliierten, eine Reihe von neuen regionalen Vereinen für Vermessungswesen, die sich am 7. und 8. März 1950 in Marburg wieder zum Deutschen Verein für Vermessungswesen (DVW) zusammenschlossen. Nach Braune wurde dabei bewusst eine Neuregistrierung des Vereins betrieben in Erwartung der Liquidation des Altvereins durch den Notvorstand, dessen Mitglied Brennecke bei der Gründungsveranstaltung in Marburg anwesend war. Mit der Neugründung des DVW in den westlichen Bundesländern, inkl. Berlin, war daher 1950 eine Registrierung in dem beim Amtsgericht von Marburg geführten Vereinsregister (VR 602) beantragt worden. Die Liquidierung des Altvereins erfolgte jedoch dann nicht.
Die bisherige Vereinsregisterakte 3565 in Berlin bestand trotz der Wirren um den Verein nach dem Zweiten Weltkrieg weiterhin und wird heute noch beim Amtsgericht Berlin-Charlottenburg (dort nun als VR1535B) geführt. Seit 1952 ist unter dieser Registernummer der im Jahr 1949 gegründete Deutsche Verein für Vermessungswesen, Landesverein Berlin (heute DVW Berlin-Brandenburg e. V. – Gesellschaft für Geodäsie, Geoinformation und Landmanagement –) eingetragen, womit faktisch mit verändertem Mitgliederkreis die Liquidation des Altvereins und die Aufhebung der alten Satzung erfolgte. Da eine Löschung der bisherigen Registrierung in Berlin nicht beantragt worden war, ergab sich die kuriose Situation, dass bis 1952 der DVW mit gleichem Namen jedoch verschiedenen Satzungen und verschiedenen Vorständen in zwei deutschen Vereinsregistern verzeichnet war.

### Jüngere Geschichte
Der DVW ist seit einer Satzungsänderung im Jahr 2000 ein Verbändeverein, d. h., er hat die jeweiligen Landesvereine als Mitglieder. Mit Satzungsänderung im Jahr 2010 wurde der Deutsche Verein für Vermessungswesen in „DVW – Gesellschaft für Geodäsie, Geoinformation und Landmanagement e. V.“ umbenannt. Seit 2019 lautet der Vereinsname nurmehr „DVW e. V.“, der Zusatz darf jedoch weiterhin angehängt werden.

## Ziele
Der DVW will die Geodäsie, die Geoinformation und das Landmanagement in Wissenschaft, Forschung und Praxis fördern.
Der Verein wirkt mit bei der fachlichen Aus-, Fort- und Weiterbildung und pflegt in diesem Rahmen die internationale Zusammenarbeit. Außerdem kooperiert er mit technischen sowie wissenschaftlichen Vereinigungen, Hochschulen und Institutionen. Er wirkt bei Gesetzgebungsverfahren auf Bundesebene mit, die die Bereiche Geodäsie, Geoinformation und Landmanagement betreffen. Er stellt die Leistungen und die Bedeutung von Geodäsie, Geoinformation und Landmanagement in der Öffentlichkeit dar.

## Aktivitäten

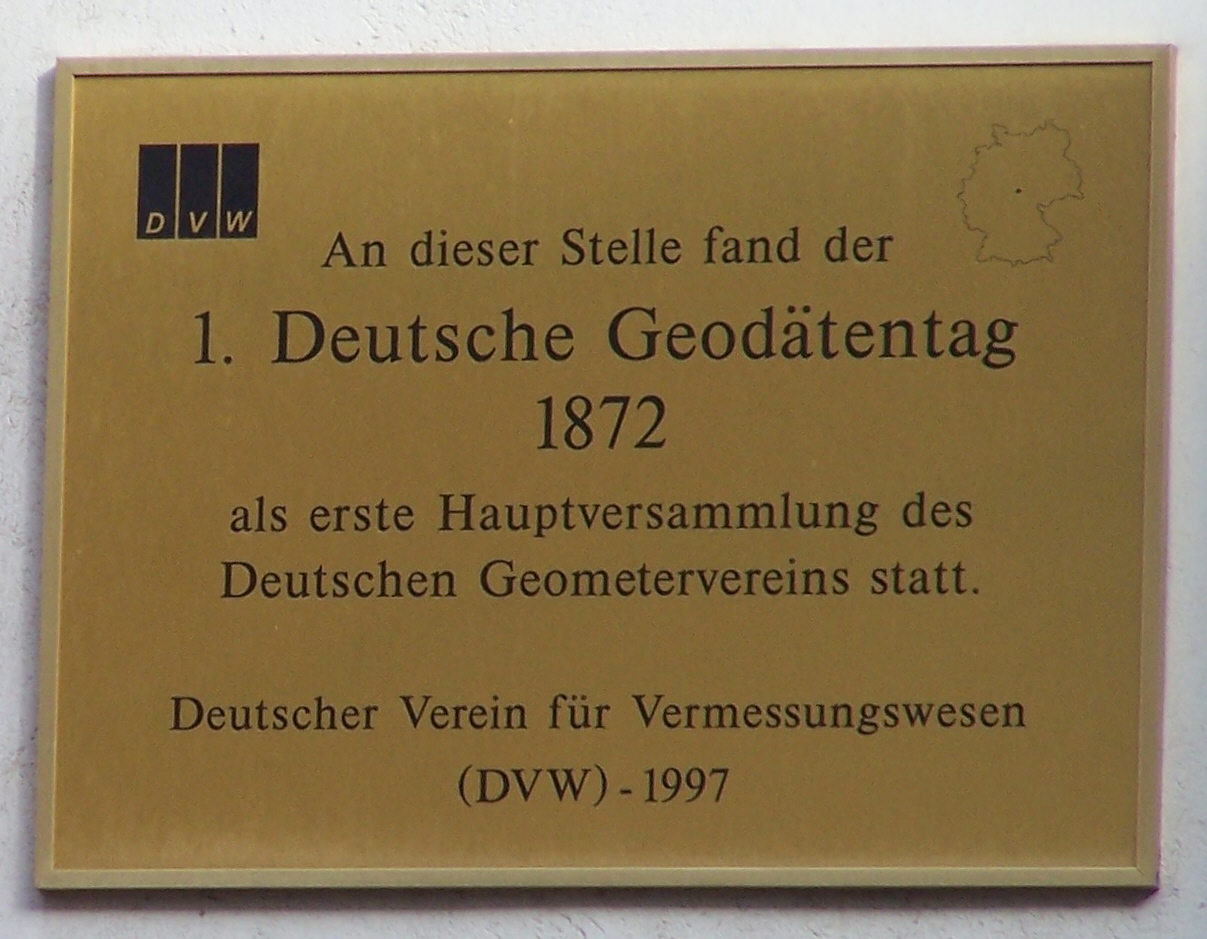
Gedenktafel in Eisenach

Der DVW ist für Deutschland als Mitglied in der Internationalen Vereinigung der Vermessungsingenieure (FIG) vertreten und im Deutschen Verband der Technisch-Wissenschaftlichen Vereine (DVT) organisiert.

### zfv – Zeitschrift für Geodäsie, Geoinformation und Landmanagement
Seit 1872 gibt der DVW als technisch-wissenschaftliche Fachzeitschrift die zfv – Zeitschrift für Geodäsie, Geoinformation und Landmanagement (ehemals Zeitschrift für Vermessungswesen) heraus.

### Geodätentag / Intergeo
Seit 1872 richtet der Verein Hauptversammlungen aus, später als Deutschen Geodätentag bezeichnet, die Fachkongress und Ausstellung vereinen. Seit 1995 firmiert dies unter der Bezeichnung Intergeo – Kongress und Fachmesse der Geodäsie, Geoinformation und Landmanagement. Die an jährlich wechselnden Standorten veranstaltete Intergeo hat sich zur weltgrößten Kongressmesse im Bereich Geodäsie, Geoinformation und Landmanagement entwickelt.

### DVW-Bibliothek
Nach § 3 e der Satzung des DVW vom 25. September 1921 sollte u. a. eine Bücherei zur Erreichung der Zwecke des DVW dienen. Hierzu war eine umfangreiche Sammlung von Fachliteratur aufgebaut worden, die sich in der DVW-Geschäftsstelle in der Grolmannstr. 32-33 in Berlin-Charlottenburg befand. Nach Braune hat sie nach dem Zweiten Weltkrieg bei der Auflösung der nicht mehr finanzierten Geschäftsstelle ihre Heimstatt lange Jahre beim Geodätischen Institut der Technischen Universität Berlin gefunden. Im Juni 1995 wurde die DVW-Bibliothek auf Beschluss des DVW-Vorstands als unentgeltliche Dauerleihgabe zur Außenstelle des Instituts für Angewandte Geodäsie (heute Bundesamt für Kartographie und Geodäsie(BKG)) in Leipzig verlagert. Im Jahr 2008 hat der DVW die Buchbestände mit einer Vereinbarung mit dem BKG dem Bund kostenfrei als Eigentum überlassen.

### Interessengemeinschaft Geodäsie
Der DVW ist gemeinsam mit dem Bund der Öffentlich bestellten Vermessungsingenieure (BDVI) und dem Verband Deutscher Vermessungsingenieure (VDV) Mitbegründer der Interessengemeinschaft Geodäsie (IGG).

## Präsidenten
Vorsitzender bzw. Präsident (ab 2001) des Geometervereins bzw. DVW waren:
- 1871 bis 1873: Julius Nagel, Dresden
- 1873 bis 1876: Otto Koch, Kassel
- 1877 bis 1904: Ludwig Winckel, Brakel
- 1904 bis 1912: Peter Ottsen, Berlin
- 1913 bis 1929: Hans Lotz, Potsdam
- 1930 bis 1934: Hugo Kracke, Berlin
- 1934 bis 1946: Martin Dohrmann, Königsberg / Berlin
- 1946 bis 1950: Friedrich Klempau, Berlin (Notvorstand, verstorben am 22. Juli 1950)
- 1950 bis 1953: Egbert Harbert, Braunschweig
- Ab 1954: Hellmut Bodemüller, Braunschweig / Karlsruhe
- Ab 1957: Heinrich Röhrs, Bremen
- Ab 1962: Ludwig Jäger, Bamberg
- Ab 1969: Gerhard Eichhorn, Darmstadt
- Ab 1979: Gerhard Hampel, Schorndorf
- Ab 1985: Karl-Heinz Bastian, Koblenz
- Ab 1990: Hans-Josef Platen, Kempen
- Ab 2001: Hagen Graeff, Hamburg
- Ab 2009: Karl-Friedrich Thöne, Erfurt
- Ab 2016: Hansjörg Kutterer, Frankfurt / Karlsruhe
- Ab 2023: Rudolf Staiger, Leutenbach

## Ehrungen durch den DVW
Der DVW verleiht zu besonderen Anlässen an bedeutende Personen, die sich für die Geodäsie verdient gemacht haben, die Ehrenmitgliedschaft, den DVW-Ehrenpreis zur Anerkennung des Lebenswerks oder die Helmert-Gedenkmünze. Mit dem Harbert-Buchpreis werden die Jahrgangsbesten der Geodäsiestudiengänge an den Hochschulen in Deutschland ausgezeichnet.
Der DVW-GIS-Best-Practice-Award wird jährlich im Rahmen der Intergeo vergeben. Mit dem Preis werden herausragende GIS-Projekte ausgezeichnet.
Bisherige Preisträger der Helmert–Gedenkmünze
- 1929 – Hans Lotz
- 1939 – Albert Pfitzer
- 1943 – Otto Eggert
- 1943 – Sebastian Finsterwalder
- 1956 – Carl Friedrich Baeschlin
- 1958 – Friedrich Kurandt
- 1965 – Walter Großmann
- 1969 – Max Kneissl
- 1975 – Helmut Wolf
- 1983 – Herbert H. Ahrens
- 1991 – Wolfgang Torge
- 2001 – Hans-Josef Platen
- 2009 – Holger Magel
- 2017 – Hagen Graeff